# Alloperla serrata
Alloperla serrata is een steenvlieg uit de familie groene steenvliegen (Chloroperlidae). De wetenschappelijke naam van de soort is voor het eerst geldig gepubliceerd in 1925 door Needham & Claassen.